# Praça Bolívar (Bogotá)

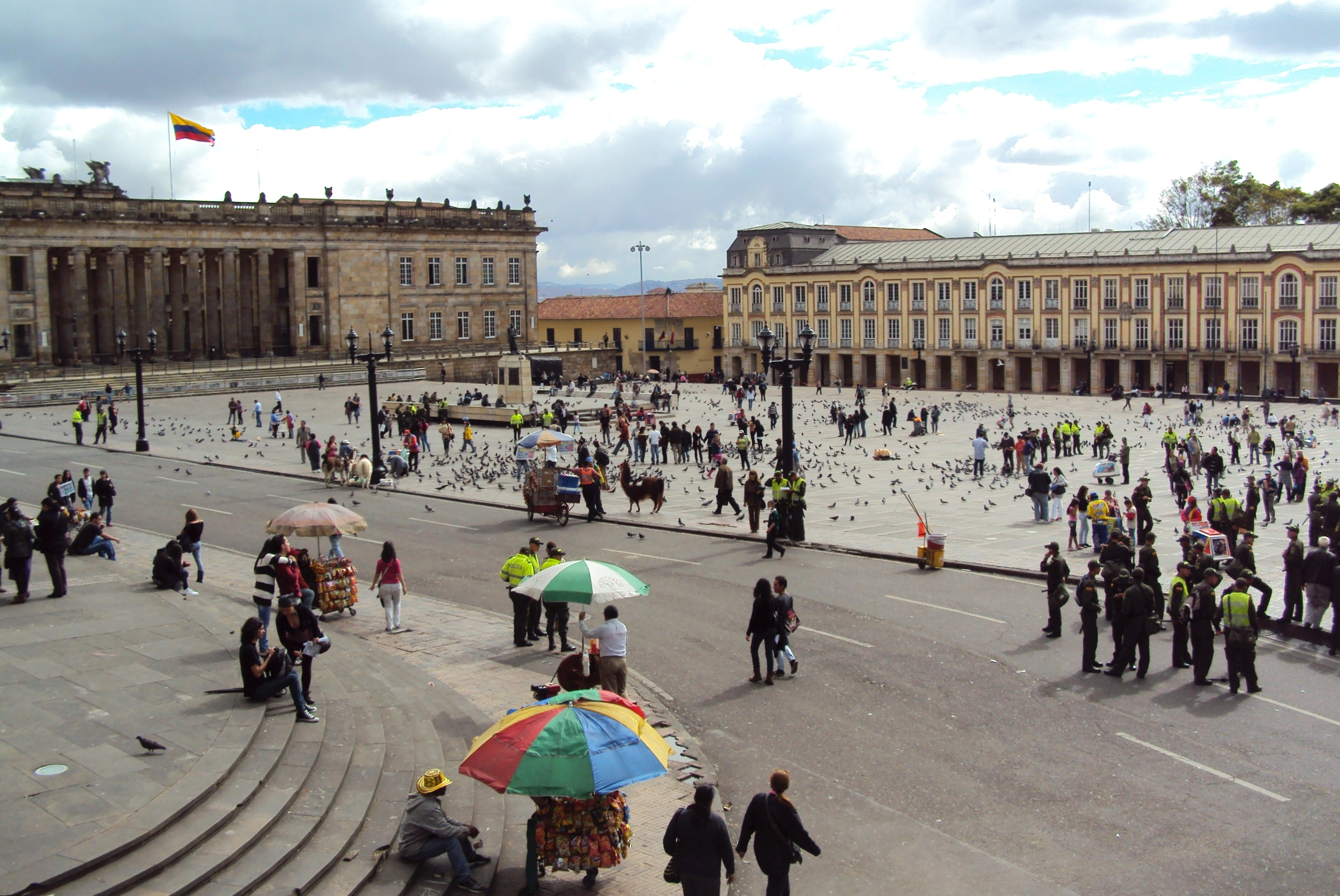
Praça Bolívar em Bogotá

Praça Bolívar (espanhol: Plaza de Bolívar ou Plaza Bolívar) é a principal praça da capital colombiana Bogotá. A praça, chamada de Plaza Mayor até 1821 e Plaza de la Constitución, está localizada no coração da zona histórica da cidade e abriga uma estátua de Simón Bolívar, esculpida em 1846 pelo italiano Pietro Tenerani, que foi o primeiro monumento público na cidade.
A Praça Bolívar faz fronteira com as ruas Calle 10 ao sul e Calle 11 ao norte e Carrera 7 e Carrera 8 a leste e oeste, respectivamente. A área é de aproximadamente 13.903 metros quadrados.

## Edifícios
| Borda | Prédio                       | Construído        | Imagem |
| ----- | ---------------------------- | ----------------- | ------ |
| Norte | Palácio da Justiça           | 1998              |        |
| Oeste | Palácio Liévano              | 1902–1905         |        |
| Sul   | Capitólio Nacional           | 1846–1926         |        |
| Leste | Catedral Primacial de Bogotá | completed in 1823 |        |